# Мідлендз (регіон)

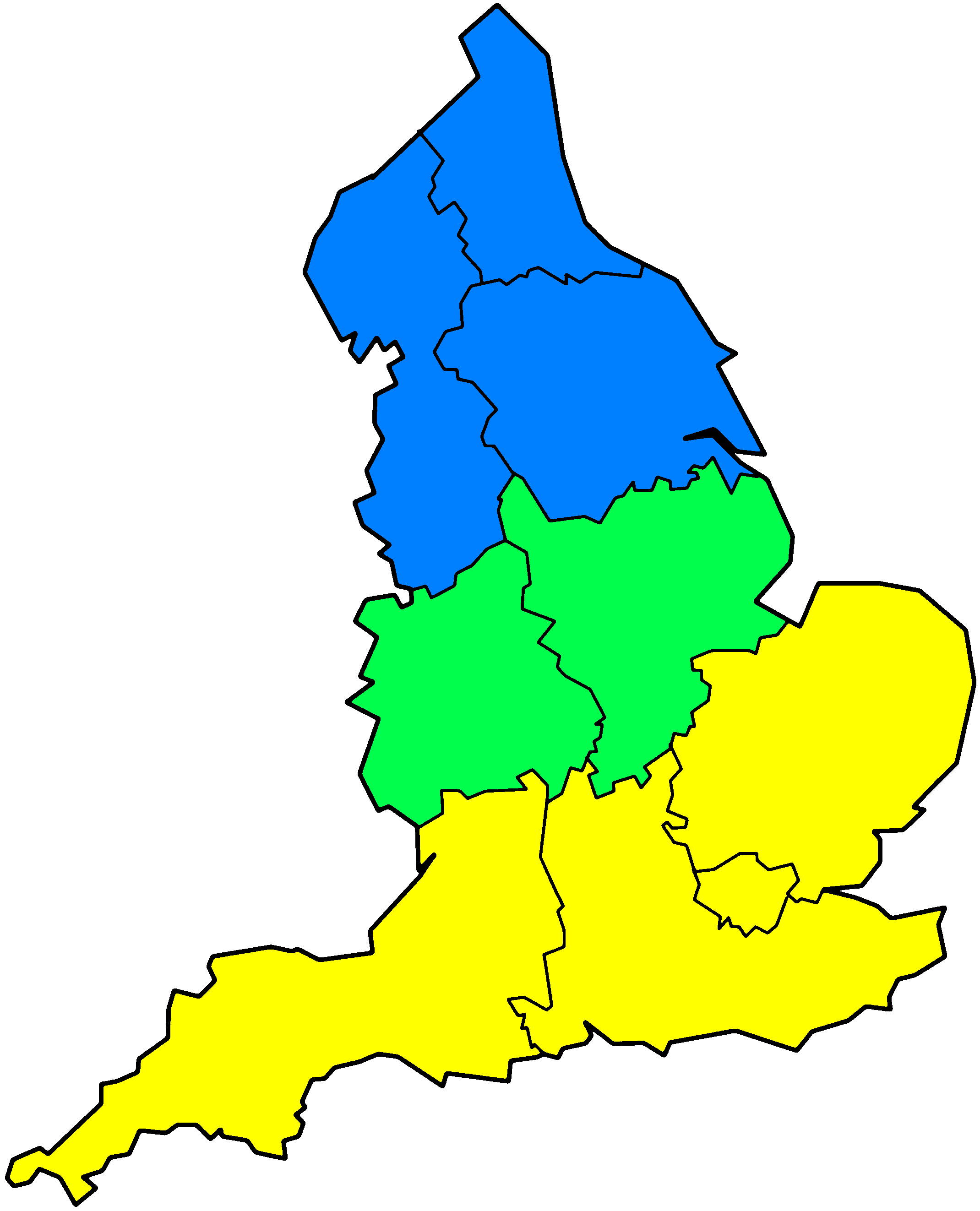
Територію Мідлендзу позначено зеленим кольором, Північної Англії — синім, а Південної Англії — жовтим.

Мідлендз (англ. Midlands) — територія Англії, що охоплює її центральну частину навколо міста Бірмінгем.

## Географія
Територія Мідлендзу відповідає району, що займає Середньоанглійську низовину[прояснити] і є традиційним центром вуглевидобування (т. зв. Чорна країна — Black Country) та промисловості. Розташована на відстані приблизно 200 км на північ від Лондона, між областями Південна Англія і Північна Англія та включає регіони Східний Мідленд і Західний Мідленд. Тут розташовані графства Дербішир, Герефордшир, Лестершир, Нортгемптоншир, Лінкольншир, Ноттінгемшир, Рутленд, Шропшир, Стаффордшир, Ворикшир, Вустершир. Нині до Мідлендзу зараховують також Оксфордшир і Глостершир, тоді як Чешир, що за багатьма ознаками є частиною Мідлендзу, нині належить до Північної Англії. Центром області є міська агломерація Бірмінгем — Вулвергемптон — Ковентрі, в якій проживає кілька мільйонів осіб.
Мідлендз обмежують Пеннінські гори на півночі, Кембрійські гори на заході та височини Котсволдс і Чілтерн на півдні та південному сході.
Рівнину складають переважно мергелі та глини тріасового віку. Переважні висоти становлять 100—150 м, найвища позначка — 278 м. Рівнину дренують річки, переважно, басейнів Трента та Северна. Є родовища кам'яного вугілля. На пагорбах зустрічаються залишки лісів із дуба, бука та граба. Значну частину території займають пасовища та посіви зернових. Долина густо заселена, тут розташовані міста Бірмінгем і Ковентрі.

## Історія
В історичному плані територія Мідленду загалом відповідає області, яку займало середньовічне англосаксонське королівство Мерсія. 1790 року, завдяки будівництву Оксфордського каналу, район Мідленду пов'язано водними шляхами з Лондоном, що дало потужний поштовх економічному розвитку регіону. На його сході уряд утворив район інтенсивного розвитку Саут-Мідлендз, до якого увійшли графства Нортгемптоншир, Бедфордшир і північна частина Бекінгемширу. Два останні з них до нинішнього Мідлендзу не належать.